# Inutile terrae pondus

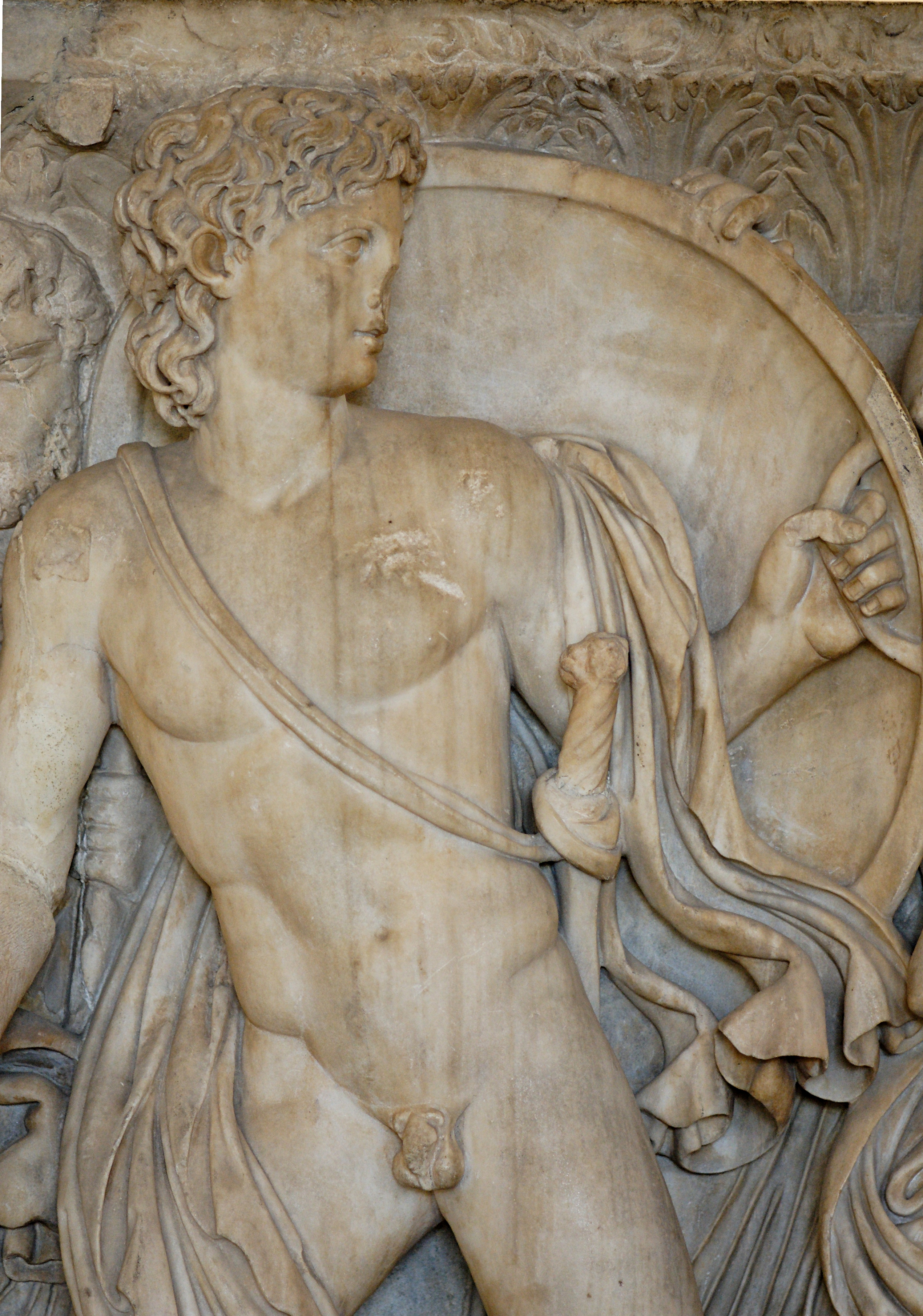
Ахілл, який назвав себе марним тягарем землі (Inutile terrae pondus)

Inutile terrae pondus (укр. Марний тягар землі) — латинський крилатий вислів.
Застосовується для позначення чого-небудь (кого-небудь) марного, що не виконує свого призначення, нефункціонального..
Першоджерелом є латинський переклад «Іліади» Гомера. Ображений тим, що Агамемнон, ватажок грецького війська, забрав у нього полонянку Брисеїду, Ахілл відмовився брати участь у битвах, тим самим ставши непрямою причиною загибелі багатьох грецьких воїнів і свого найкращого друга Патрокла, який, щоб налякати троянців, вийшов на поле бою в його обладунках і був вбитий Гектором.
У розмові з матір'ю, морською богинею Фетідою, Ахілл гірко шкодує про те, що не зміг приборкати свій гнів:

Не врятував я Патрокла від смерті, ні іншим шляхетним 

Не був я захистом друзям, яких вбив син Пріама могутній : 

Порожній сиджу серед човнів, марний тягар землі (лат. Inutile terrae pondus)